# Dromiacea
Dromiacea é uma zoosecção de caranguejos que contém cerca de 240 espécies extantes e cerca de 300 espécies conhecidas apenas pelo registo fóssil.

## Descrição
Quando considerado como um agrupamento monofilético, os Dromiacea e dois outros grupos de caranguejos braquiúros, nomeadamente os Raninoida e os Cyclodorippoidea, podem ser incluídos conjuntamente no agrupamento Podotremata, cada um deles na categoria taxonómica de zoosecção. Contudo, as evidências morfológicas e moleculares não suportam esse agrupamento.
As larvas dos Dromiacea assemelham-se mais às larvas dos organismos da infraordem Anomura do que a qualquer outro grupo de caranguejos. Contudo, esta semelhança pode apenas reflectir a sua posição basal na filogenia dos Brachyura.
O registo fóssil dos Dromiacea estende-se pelo menos até ao Jurássico, e, se o géneros Imocaris for realmente um membro do grupo, até ao Carbonífero.
A superfamília Eocarcinoidea, contendo os géneros Eocarcinus e Platykotta, era anteriormente considerada como pertencente  aos Dromiacea, mas foi entretanto transferida para a infraordem Anomura.